# Leslie Hall
Leslie Merritt Hall, née le 15 novembre 1981 à Ames dans l'Iowa, est une chanteuse, productrice, auteure-compositrice et artiste satirique de hip-hop américaine. Elle dirige également un « musée de gem sweaters »,

## Biographie
Hall commence à collectionner des gem sweaters en 2000 et compte depuis, avec l'aide de ses fans, plus de 400 différents sweaters. Hall façonne ses sweaters sur son site web gemsweater.com, qui est significativement visité depuis que Hall est apparue dans un épisode de Unscrewed with Martin Sargent. Lors d'un entretien en 2004 avec TechTV, elle explique qu'« environ 65 % des commentaires » des forums sur gemsweater.com concernaient son pantalon doré. Elle décide de former un groupe, Leslie and the LY's, qui publie en 2005 son premier album, Gold Pants.
En 2006, Hall publie un deuxième album solo, Door Man's Daughter, et se lance dans une tournée promotionnelle mondiale. Elle est élue comme l'« une des 40 plus grandes stars d'Internet » par VH1. En 2006, elle milite avec Jay Maynard, alias Tron Guy, et Randy Constan, pour la neutralité du réseau.
En 2007, elle s'associe avec Dungeon Majesty pour la vidéo Willow Don't Cry. En 2008, elle participe avec Tay Zonday à une publicité pour le navigateur web Firefox, chantant une chanson intitulée Firefox Users Against Boredom, une parodie de We Are The World. Leslie se lance dans une tournée promotionnelle pour son album ceWEBrity, publié la même année. Elle publie un clip et un single appelé Zombie Killer en featuring avec Elvira, Mistress of the Dark à la voix, et fait participer Mark Borchardt et Mike Schank de l'ère American Movie.
En 2009, Leslie publie les chansons Craft Talk et Tight Pants/Body Rolls. Le clip de Tight Pants/Body Rolls est diffusé le 17 janvier 2009 à son spectacle organisé à Ames. Son album Back2Back Palz publié en 2010, contient deux singles, et 11 chansons country.

## Autres médias
En avril 2007, Hall participe à Total Request Live sur MTV. Le 27 septembre 2007, Hall participe à un épisode intitulé Scary dans l'émission Yo Gabba Gabba! diffusée sur Nickelodeon. Elle participe encore une fois à l'émission le 21 octobre 2008, à l'épisode Differences. Hall participe aussi au film Hamlet A.D.D..

## Discographie

### Albums studio
- 2005 : Gold Pants
- 2006 : Door Man's Daughter
- 2008 : ceWEBrity'
- 2010 : Back 2 Back Palz
- 2011 : Destination Friendship
- 2013 : Songs In The Key of Gold (album remix avec Titus Jones)

### Autres
- 2005 : Gold Pants - split 45
- 2008 : Gold Pants/Door Man's Daughter
- 2008 : Zombie Killer